# Kiddcreekit
Kiddcreekit ist ein sehr selten vorkommendes Mineral aus der Mineralklasse der Sulfide und Sulfosalze. Es kristallisiert im kubischen Kristallsystem mit der chemischen Zusammensetzung Cu6SnWS8 und bildet bis zu 100 μm große, unregelmäßig geformte Körner, Ränder auf Scheelit oder Einschlüsse in Colusit und Chalkopyrit von grau-brauner Farbe.

## Etymologie und Geschichte
Das Mineral wurde erstmals 1984 von D.C. Harris, A.C. Roberts, R.I. Thorp, A.J. Criddle und C.S. Stanley in der Kidd Creek-Mine bei Timmins in der kanadischen Provinz Ontario gefunden. Sie benannten es nach dem Fundort. 

## Klassifikation
In der Systematik nach Strunz wird Kiddcreekit zu den Metallsulfiden mit einem Verhältnis von Metall zu Schwefel, Selen oder Tellur von 1:1 gezählt. Nach der 8. Auflage bildet es dabei zusammen mit Hemusit eine Gruppe. In der 9. Auflage bildet es mit Catamarcait, Vinciennit, Hemusit, Morozeviczit, Polkovicit und Renierit eine Untergruppe der Sulfide mit Zink, Eisen, Kupfer oder Silber.
In der Systematik nach Dana bildet es mit Hemusit eine Untergruppe der Sulfide, Selenide und Telluride mit einer allgemeinen Verhältnisformel AmBnXp und einem Verhältnis von (m+n) zu p von 1:1.

## Bildung und Fundorte
Kiddcreekit bildet sich in Kupfer-Sulfid-Erzen. Es ist je nach Fundort vergesellschaftet mit Scheelit, Carrollit, Clausthalit, Tennantit, Tungstenit und Sphalerit oder Pyrit, Colusit, Stützit und Altait.
Vom sehr seltenen Mineral sind nur vier Fundorte (Stand Oktober 2010) bekannt. Neben der Typlokalität fand man Kiddcreekit in zwei Minen in Bisbee im US-Bundesstaat Arizona sowie Shanghang in der Volksrepublik China. 

## Kristallstruktur
Kiddcreekit kristallisiert im kubischen Kristallsystem mit dem Gitterparameter a = 10,856 Å sowie vier Formeleinheiten pro Elementarzelle.